# Il solo al mondo
Il solo al mondo è un singolo della cantante italiana Bianca Atzei, pubblicato il 12 febbraio 2015 come primo estratto dall'album Bianco e nero.
Il brano, scritto da Kekko Silvestre, frontman dei Modà, è stato presentato dalla Atzei al Festival di Sanremo 2015, classificandosi alla 14ª posizione.

## La canzone
Della canzone, che in un primo momento era stata proposta ad Alessandra Amoroso, è stato prodotto un videoclip, girato a Verona nel Palazzo Castellani di Sermeti, dal regista Gaetano Morbioli.
In un'intervista sanremese per RAI.TV la Atzei dichiara a proposito del suo brano: "Parla di una storia impossibile, un colpo di fulmine tra due persone che si amano ma non possono stare insieme, però in cuor loro sanno che si rincontreranno e staranno insieme per sempre".
Si è occupato dell'arrangiamento e della produzione del brano Diego Calvetti,  il missaggio è stato invece affidato ad Alessandro Benassai.

## Formazione
- Bianca Atzei – voce
- Lapo Consortini – chitarra elettrica, chitarra acustica
- Ronny Aglietti – basso
- Diego Calvetti – pianoforte, sintetizzatore, programmazione
- Donald Renda – batteria
- Angela Tomei – violino
- Angela Savi – violino
- Claudia Rizzitelli – violino
- Natalia Kuleshova – violino
- Roberta Malavolti – violino
- Sabrina Giuliani – viola
- Valentina Rebaudengo – viola
- Andrea Beninati – violoncello
- Elisabetta Sciotti – violoncello
- Laura Gorkoff – violoncello

## Classifiche
| Classifica (2015)         | Posizione massima |
| ------------------------- | ----------------- |
| Italia                    | 68                |
| Italia (airplay italiane) | 18                |